# Campeonato Europeo de Laser
El Campeonato Europeo de Laser es la máxima competición de la clase de vela Laser (ILCA 7) a nivel europeo. Se realiza anualmente desde 1974 bajo la organización de la Federación Europea de Vela (EUROSAF). Este tipo de vela es una clase olímpica desde los Juegos Olímpicos de Atlanta 1996.

## Palmarés
| Núm.    | Año  | Sede                                   | Oro                                     | Plata                                   | Bronce                           |
| ------- | ---- | -------------------------------------- | --------------------------------------- | --------------------------------------- | -------------------------------- |
| I       | 1974 | Malmö · ( Suecia)                      | Joachim Splieth RFA                     | Emile Pels · Países Bajos               | Jan Scholten RFA                 |
| II      | 1975 | Domaso · ( Italia)                     | Gianfranco Oradini · Italia             | Henk van Gent · Países Bajos            | Tim Davison Reino Unido          |
| III     | 1976 | Torquay ( Reino Unido)                 | Keith Wilkins Reino Unido               | Philippe Cardis · Suiza                 | Ray Simonds Reino Unido          |
| IV      | 1977 | Enkhuizen · ( Países Bajos)            | Lasse Hjortnæs Dinamarca                | Cor van Aanholt · Países Bajos          | Svend Carlsen Dinamarca          |
| —       | 1978 | —                                      | No realizado                            | No realizado                            | No realizado                     |
| V       | 1979 | Bangor ( Reino Unido)                  | Sjaak Haakman · Países Bajos            | Alwin van Daelen · Países Bajos         | Per-Arne Nilsen · Noruega        |
| VI      | 1980 | Lemvig ( Dinamarca)                    | Per-Arne Nilsen · Noruega               | Hans Fester Dinamarca                   | Walter Rothlauf RFA              |
| VII     | 1981 | Carnac ( Francia)                      | Stefan Myralf Dinamarca                 | Peter Vilby Dinamarca                   | Arnoud Hummel · Países Bajos     |
| VIII    | 1982 | Glyfada · ( Grecia)                    | Peter Vilby Dinamarca                   | Bill O'Hara Irlanda                     | Andreas John RFA                 |
| IX      | 1983 | Mandal · ( Noruega)                    | Armanto Ortolano · Grecia               | Peer Kongshaug · Noruega                | Arnoud Hummel · Países Bajos     |
| X       | 1984 | Medemblik · ( Países Bajos)            | Thomas Janka RFA                        | Roland Gäbler RFA                       | Michel Faou Francia              |
| XI      | 1985 | Cascaes ( Portugal)                    | Roland Gäbler RFA                       | Wolf-Bodo Lixenfeld RFA                 | Hein-Pieter Okker · Países Bajos |
| XII     | 1986 | Morges · ( Suiza)                      | Richard Lott Reino Unido                | Jan Henk Maas · Países Bajos            | Glyn Charles Reino Unido         |
| XIII    | 1987 | Lido di Classe · ( Italia)             | Per Åhlby · Suecia                      | Carsten Kemmling RFA                    | Mark Patterson Reino Unido       |
| XIV     | 1988 | Ostende · ( Bélgica)                   | Benny Andersen Dinamarca                | Stefan Warkalla RFA                     | Andreas John RFA                 |
| XV      | 1989 | Falmouth ( Reino Unido)                | François Le Castrec Francia             | Michael Hestbæk Dinamarca               | Steve Rich Reino Unido           |
| XVI     | 1990 | Lorient ( Francia)                     | Tim Powell Reino Unido                  | Michael Hestbæk Dinamarca               | Mike Budd Reino Unido            |
| XVII    | 1991 | El Masnou · ( España)                  | Thomas Johanson · Finlandia             | Simon Bowes-Cole Reino Unido            | Nikos Nikoltsudis · Grecia       |
| XVIII   | 1992 | Mariestad · ( Suecia)                  | Thomas Johanson · Finlandia             | Stefan Warkalla · Alemania              | Michael Hestbæk Dinamarca        |
| XIX     | 1993 | Cagliari · ( Italia)                   | John Harrysson · Suecia                 | Christopher Gowers Reino Unido          | Pascal Lacoste Francia           |
| XX      | 1994 | Isla Hayling ( Reino Unido)            | Francesco Bruni · Italia                | Eivind Melleby · Noruega                | Terje André Kjær · Noruega       |
| XXI     | 1995 | Estambul ( Turquía)                    | John Harrysson · Suecia                 | Klaus Lahme · Alemania                  | Hugh Styles Reino Unido          |
| XXII    | 1996 | Quiberon ( Francia)                    | Ben Ainslie Reino Unido                 | Francesco Bruni · Italia                | Stefan Warkalla · Alemania       |
| XXIII   | 1997 | Cascaes ( Portugal)                    | Hugh Styles Reino Unido                 | Stefan Warkalla · Alemania              | Ben Ainslie Reino Unido          |
| XXIV    | 1998 | Breitenbrunn · ( Austria)              | Ben Ainslie Reino Unido                 | Karl Suneson · Suecia                   | Andreas Geritzer · Austria       |
| XXV     | 1999 | Helsinki · ( Finlandia)                | Ben Ainslie Reino Unido                 | Karl Suneson · Suecia                   | Roope Suomalainen · Finlandia    |
| XXVI    | 2000 | Warnemünde · ( Alemania)               | Ben Ainslie Reino Unido                 | Paul Goodison Reino Unido               | Peer Moberg · Noruega            |
| XXVII   | 2001 | Puck · ( Polonia)                      | Maciej Grabowski · Polonia              | Peer Moberg · Noruega                   | Fredrik Lassenius · Suecia       |
| XXVIII  | 2002 | Vallensbæk ( Dinamarca)                | Karl Suneson · Suecia                   | Fredrik Lassenius · Suecia              | Paul Goodison Reino Unido        |
| XXIX    | 2003 | Split · ( Croacia)                     | Vasilij Žbogar Eslovenia                | Mate Arapov · Croacia                   | Maciej Grabowski · Polonia       |
| XXX     | 2004 | Warnemünde · ( Alemania)               | Philippe Bergmans · Bélgica             | Paul Goodison Reino Unido               | Maciej Grabowski · Polonia       |
| XXXI    | 2005 | Cartagena · ( España)                  | Paul Goodison Reino Unido               | Mate Arapov · Croacia                   | Andreas Geritzer · Austria       |
| XXXII   | 2006 | Gdynia · ( Polonia)                    | Paul Goodison Reino Unido               | Maciej Grabowski · Polonia              | Gustavo Lima Portugal            |
| XXXIII  | 2007 | Hyères ( Francia)                      | Paul Goodison Reino Unido               | Jean-Baptiste Bernaz Francia            | Nick Thompson Reino Unido        |
| XXXIV   | 2008 | Nieuwpoort · ( Bélgica)                | Paul Goodison Reino Unido               | Vasilij Žbogar Eslovenia                | Karol Porożyński · Polonia       |
| XXXV    | 2009 | Landskrona · ( Suecia)                 | Paul Goodison Reino Unido               | Javier Hernández Cebrián · España       | Pavlos Kontidis Chipre           |
| XXXVI   | 2010 | Tallin ( Estonia)                      | Tonči Stipanović · Croacia              | Paul Goodison Reino Unido               | Andreas Geritzer · Austria       |
| XXXVII  | 2011 | Helsinki · ( Finlandia)                | Tonči Stipanović · Croacia              | Jonasz Stelmaszyk · Polonia             | Andreas Geritzer · Austria       |
| XXXVIII | 2012 | Hourtin ( Francia)                     | Philipp Buhl · Alemania                 | Jesper Stålheim · Suecia                | Serguei Komissarov · Rusia       |
| XXXIX   | 2013 | Dún Laoghaire ( Irlanda)               | Tonči Stipanović · Croacia              | Rutger van Schaardenburg · Países Bajos | Jesper Stålheim · Suecia         |
| XL      | 2014 | Split · ( Croacia)                     | Tonči Stipanović · Croacia              | Rutger van Schaardenburg · Países Bajos | Nick Thompson Reino Unido        |
| XLI     | 2015 | Aarhus ( Dinamarca)                    | Rutger van Schaardenburg · Países Bajos | Philipp Buhl · Alemania                 | Tonči Stipanović · Croacia       |
| XLII    | 2016 | Las Palmas de Gran Canaria · ( España) | Jesper Stålheim · Suecia                | Kristian Ruth · Noruega                 | Giovanni Coccoluto · Italia      |
| XLIII   | 2017 | Barcelona · ( España)                  | Nick Thompson Reino Unido               | Francesco Marrai · Italia               | Pavlos Kontidis Chipre           |
| XLIV    | 2018 | La Rochelle ( Francia)                 | Pavlos Kontidis Chipre                  | Michael Beckett Reino Unido             | Jesper Stålheim · Suecia         |
| XLV     | 2019 | Oporto ( Portugal)                     | Lorenzo Chiavarini Reino Unido          | Nick Thompson Reino Unido               | Philipp Buhl · Alemania          |
| XLVI    | 2020 | Gdansk · ( Polonia)                    | Elliot Hanson Reino Unido               | Michael Beckett Reino Unido             | Lorenzo Chiavarini Reino Unido   |
| XLVII   | 2021 | Varna ( Bulgaria)                      | Michael Beckett Reino Unido             | Filip Jurišić · Croacia                 | Jonatán Vadnai · Hungría         |
| XLVIII  | 2022 | Hyères ( Francia)                      | Pavlos Kontidis Chipre                  | Michael Beckett Reino Unido             | Kaarle Tapper · Finlandia        |
| XLIX    | 2023 | Andora · ( Italia)                     | Tonči Stipanović · Croacia              | Filip Jurišić · Croacia                 | Pavlos Kontidis Chipre           |
| XLX     | 2024 | Atenas · ( Grecia)                     | Valtteri Uusitalo · Finlandia           | Jonatán Vadnai · Hungría                | Finn Lynch Irlanda               |
| XLXI    | 2025 | Marstrand · ( Suecia)                  | Michael Beckett Reino Unido             | Duko Bos · Países Bajos                 | Finley Dickinson Reino Unido     |

## Medallero histórico
- Actualizado a Marstrand 2025.

| Núm. | País         | Oro | Plata | Bronce | Total |
| ---- | ------------ | --- | ----- | ------ | ----- |
| 1    | Reino Unido  | 18  | 9     | 13     | 40    |
| 2    | Suecia       | 5   | 4     | 3      | 12    |
| 3    | Croacia      | 5   | 4     | 1      | 10    |
| 4    | Alemania     | 4   | 8     | 6      | 18    |
| 5    | Dinamarca    | 4   | 4     | 2      | 10    |
| 6    | Finlandia    | 3   | 0     | 2      | 5     |
| 7    | Países Bajos | 2   | 8     | 3      | 13    |
| 8    | Italia       | 2   | 2     | 1      | 5     |
| 9    | Chipre       | 2   | 0     | 3      | 5     |
| 10   | Noruega      | 1   | 4     | 3      | 8     |
| 11   | Polonia      | 1   | 2     | 3      | 6     |
| 12   | Francia      | 1   | 1     | 2      | 4     |
| 13   | Eslovenia    | 1   | 1     | 0      | 2     |
| 14   | Grecia       | 1   | 0     | 1      | 2     |
| 15   | Bélgica      | 1   | 0     | 0      | 1     |
| 16   | Hungría      | 0   | 1     | 1      | 2     |
| 16   | Irlanda      | 0   | 1     | 1      | 2     |
| 18   | España       | 0   | 1     | 0      | 1     |
| 18   | Suiza        | 0   | 1     | 0      | 1     |
| 20   | Austria      | 0   | 0     | 4      | 4     |
| 21   | Portugal     | 0   | 0     | 1      | 1     |
| 21   | Rusia        | 0   | 0     | 1      | 1     |
|      | TOTAL        | 51  | 51    | 51     | 153   |